# Souterrain de Riqueval
Pour des articles plus généraux, voir Canal de Saint-Quentin et Touage.
Le souterrain de Riqueval est un tunnel-canal situé sur la commune de Bellicourt, dans le département de l'Aisne, en France.

## Description
D'une longueur de 5 670 mètres, il permet au canal de Saint-Quentin de franchir les villages de Bellicourt, Bony et le Mémorial américain de Bellicourt.

## Histoire
Il a été construit entre 1801 et 1810 et inauguré en avril 1810 .

## Le toueur

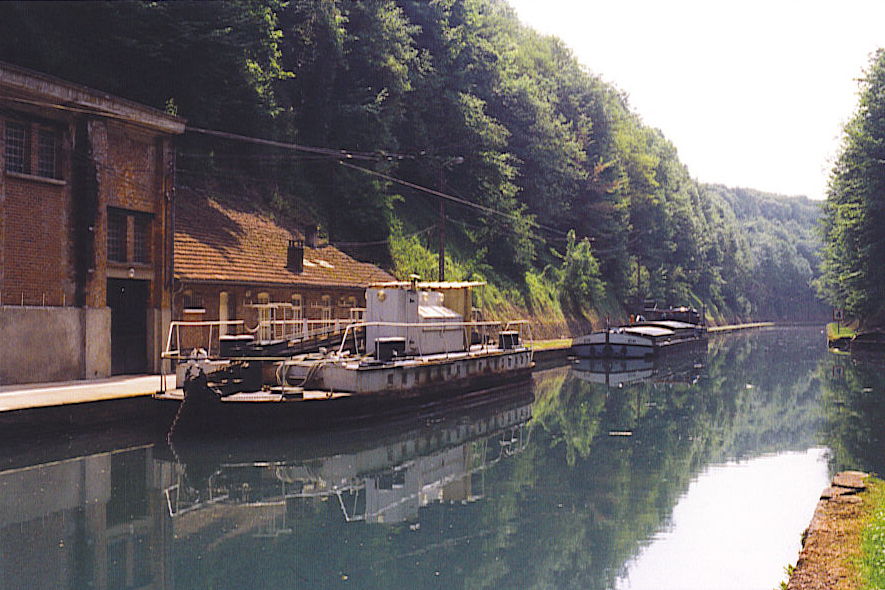
Le toueur de Riqueval.

La ventilation du souterrain de Riqueval ne permettant pas d'évacuer les gaz d'échappement des péniches, celles-ci doivent obligatoirement être remorquées par un engin appelé « toueur », bateau-treuil qui tracte une rame de péniches (32 en moyenne) dans le souterrain.
À l'origine, le premier toueur, nommé Rougaillou, était mû par des chevaux disposés en manège sur son pont, ce manège actionnant un treuil. Un second toueur lui a succédé, mû par la vapeur. Finalement, c’est l’électricité qui, à partir de 1906, a réglé le problème de la fumée dans la voûte. Sa vitesse horaire moyenne est de 2,5 km/h. Le bateau se fixe sur une chaîne de 8 km de long qui repose au fond du canal, fixée à chaque extrémité du souterrain. La masse totale de la chaîne atteint 96 tonnes.
Pendant la traversée du tunnel qui durait deux à trois heures, les mariniers, libérés du travail de gouverne du bateau, se réunissaient pour manger des crêpes ou de la friture, et jouer de la musique.
Le tunnel est l'un des seuls endroits au monde où l'on pratique encore le système du touage ou remorquage des péniches à la chaîne. Un musée à Bellicourt permet de découvrir le touage.

## Trafic
Le touage de Riqueval est toujours en service. Cependant, la baisse du trafic sur le canal de Saint-Quentin (de 100 bateaux par jour à une dizaine après l'ouverture du canal du Nord, préféré par les mariniers) a conduit Voies navigables de France à étudier la pose d’une ventilation mécanique qui permettrait aux bateaux d'utiliser leur moteur dans le tunnel.